# Gift from Secret
Gift from Secret è il terzo singolo del gruppo musicale sudcoreano Secret, pubblicato nel 2013 dall'etichetta discografica TS Entertainment.

## Il disco
A novembre 2013 fu annunciato il ritorno del gruppo per dicembre. Il 9 dicembre le Secret pubblicarono il singolo e la sua title track "I Do I Do". Il brano "I Do I Do" fu utilizzato come traccia promozionale nelle loro performance nei programmi M! Countdown, Music Bank, Show! Music Core e Inkigayo.
A gennaio 2014, "I Do I Do" è stata riscritta in giapponese e pubblicata come singolo in Giappone.

## Tracce
1. Snowmelt (사르륵) – 1:49 (Inwoo, Park Soo-seok)
2. I Do I Do – 3:32 (Kang Jiwon, Kim Kibum)
3. Remember Me – 3:34 (Kang Jiwon, Kim Kibum)
4. Fantastic – 3:29 (testo: Marco – musica: Jeon Da-un, Marco)

## Formazione
- Hyoseong – voce
- Hana – voce, rapper
- Jieun – voce
- Sunhwa – voce